# Oluf Mouritsen Krognos
Oluf Mouritsen Krognos (født 13. marts 1535 på Bollerup i Skåne, død 25. juni 1573) var en dansk rigsråd. 
Han var søn af Mourits Olufsen Krognos og Eline Gøye til Clausholm. Efter et flerårigt ophold i udlandet, særlig i Sachsen, blev han ansat ved hertug Frederiks hof på Malmøhus. Det synes, som om der her er blevet gjort indledende skridt til at forlove ham med Anne Hardenberg, men at den unge konges tronbestigelse og det forhold, at kongen havde være forelsket i hende, har hindret dette. 
Han deltog i Ditmarskerkrigen i 1559 og senere i Den Nordiske Syvårskrig. Han hørte til den rige højadel, der med misfornøjelse så krigen trække i langdrag med udgifter og besvær til følge. Han hilste derfor med glæde Freden i Stettin (1570), hvis afslutning han selv havde overværet som marskal for hofsinderne. 
I 1571 forlenedes han med Helsingborg Slot, og det følgende år indtrådte han som medlem af Rigsrådet. Kong Frederik havde imidlertid fejret sit bryllup med Sophie af Mecklenburg, og derefter kunne Oluf 11. januar 1573 gifte sig med Anne Hardenberg i Vor Frue Kirke i København. 
Han indtog nu som lensmand og rigsråd en fremtrædende stilling; 1571 var han også valgt til forstander for Herlufsholm, alt tydede på en strålende fremtid for den unge adelsmand. Men knap et halvt år efter sit bryllup, efter at have været til en begravelse i Voldum Kirke, ramtes han af en pludselig sygdom, som efter et kort sygeleje medførte døden. Hans sørgende enke rejste ham et pragtfuldt gravmæle i Sankt Bendts Kirke. Med ham uddøde Krognos-slægten. Han havde ejet gårdene Bollerup, Bregentved, Clausholm og Lerbæk.